# Солдатская улица (Москва)
Солда́тская улица (до 1922 — Петропа́вловская улица) — улица в районе Лефортово Юго-Восточного округа города Москвы.

## Происхождение названия
Получила современное название 7 июня 1922 года по находившейся в этой местности Солдатской слободе Лефортова полка. Старое название — Петропавловская улица, по церкви Петра и Павла в Лефортове.

## Примечательные здания и сооружения
- № 3 — 17-этажный жилой многоквартирный дом 1988 года постройки
- № 4 — Храм Петра и Павла в Лефортове[1]
- № 6 — жилой многоквартирный дом
- № 6А — торговый центр: продуктовый магазин, дежурная аптека, хозтовары
- № 8 корпус 1 — жилой многоквартирный дом
- № 8 корпус 2 — жилой многоквартирный дом
- № 10 корпус 1 — жилой многоквартирный дом
- № 10 корпус 2 — жилой многоквартирный дом
- № 12 корпус 1 — жилой многоквартирный дом
- № 14 — Московский музыкально-педагогический колледж[1]
- № 15 — Кинотеатр «Спутник»

## Транспорт
По улице проходят трамваи 32, 46 и автобусы 440, 730.